# Chachapoyasmierpitta
De chachapoyasmierpitta (Grallaria gravesi) is een zangvogel uit de familie Grallariidae. Deze vogel is genoemd naar de Amerikaanse ornitholoog Gary R. Graves.

## Verspreiding en leefgebied
De soort komt voor in het noorden en midden van Peru in de regio's Amazonas en San Martín en zuidelijk tot aan Huánuco. Het is een soort die behoort tot het soortencomplex van het taxon muiscamierpitta (G. rufula).